# Levosimendana
Levosimendano é um sensibilizador de cálcio usado no tratamento da insuficiência cardíaca congestiva descompensada. É comercializado sob o nome comercial Simdax. 

## Mecanismo de ação
Exerce efeito inotrópico ao aumentar a sensibilidade da troponina C ao cálcio e ativa os canais de potássio dependentes do ATP nas paredes vasculares das artérias causado vasodilatação.

## Administração
Levosimendano é comercializado como uma solução concentrada de 2,5 mg/ml de infusão intravenosa que deve ser diluída com solução de 500ml de glucose 5% para fazer 0.025mcg/kg de infusão. A farmacocinética do levosimendan é linear na faixa da dose terapêutica entre 0,05-0,2 mcg/kg/min. A meia-vida de cerca de 1 hora permite um rápido início da ação, embora os efeitos são de longa duração devido à metabolização em metabolitos activos, OR-1896, com meia-vida de eliminação de 70 a 80 horas em pacientes com insuficiência cardíaca.
Sua dose de manutenção é de 0,1 µg/kg.min-1 e que deve ser evitada em pacientes com baixa pressão. A dose de ataque também deve estar entre 6 a 12 µg/kg, e ser infundida durante 10 minutos, restringida a pacientes com pressão sistólica acima de 110 mmHg e que precisam apresentar uma resposta imediata.

## Contra-indicação
O uso de levosimendan é contra-indicado em pacientes com insuficiência renal ou hepática moderada ou grave, com obstrução do fluxo ventricular, com hipotensão ou taquicardia, e/ou histórico de torsades de pointes.

## Reação-adversa
Reações adversas comuns (≥1% dos pacientes) associadas à terapia levosimendan incluem: dor de cabeça, hipotensão, arritmias (fibrilação atrial, extra-sístoles, taquicardia atrial, taquicardia ventricular), isquemia do miocárdio, hipocalemia e / ou náuseas.